# Mirko Quinz
Mirko Quinz (Bolzano, 25 settembre 1992) è un ex hockeista su ghiaccio italiano, di ruolo attaccante.

## Carriera
Quinz crebbe hockeisticamente nel Ritten Sport (ad eccezione di una stagione giocata con la squadra under 20 dell'HC Bolzano), ed esordì in prima squadra nella stagione 2011-2012. Da allora, eccettuate due esperienze con i farm team ha sempre giocato coi Rittner Buam, con cui vinse due scudetti (2013-2014 e 2015-2016) e due Coppe Italia (2013-2014 e 2014-2015).
Per la stagione 2016-2017 venne aggregato alla seconda squadra, il Renon Junior, che disputava la serie C; al termine lasciò il Renon per passare a un'altra squadra altoatesina, il Caldaro, iscritta in seconda serie.
Dopo una stagione coi lucci, Quinz scese ancora di categoria, accasandosi all'HCB Foxes Academy in IHL - I Division.
Rimase in squadra anche quando divenne Hockey Club Bolzano-Trento a seguito dell'accordo tra Foxes Academy e HC Trento.

## Palmarès

### Club
- Campionato italiano: 2

Renon: 2013-2014, 2015-2016
- Campionato italiano U20: 1

Renon: 2012-2013
- Coppa Italia: 2

2013-2014, 2014-2015